# Re di Artogne
Il Re di Artogne è un torrente della Lombardia, lungo circa 9 km. Nasce ai piedi del monte Muffetto, a circa 1816 m s.l.m. e sfocia nel fiume Oglio nel comune di Artogne (in località Negrassolo).
Nel tratto montano ha una portata di circa 0,5-0,6 m³/s, ma ad Artogne una centrale idroelettrica prosciuga quasi totalmente il corso; la portata alla confluenza con l'Oglio è solo di circa 0,2 m³/s, ma nei mesi più caldi l'acqua non riesce neppure ad arrivare all'Oglio.
La fauna ittica presente è costituita da trote fario: esse sono numerose dalla sorgente fino ad Artogne, ma nel prosieguo del corso la loro presenza scarseggia per la mancanza d'acqua.